# Søren Strømberg
Søren Birger Strømberg (født 27. november 1944 på Frederiksberg, død 9. maj 2001 på Rigshospitalet) var en dansk skuespiller.
Han optrådte oprindeligt i pigtrådsorkesteret Silver Guys (dannet i 1957). Gruppen skiftede i 1960 navn til The Danish Sharks (inspireret af en af ungdomsbanderne i musicalen West Side Story).
Sidenhen blev han kendt for sin medvirken i en række erotiske film, men nåede også at optræde med flere roller i diverse revyer. Sit gennembrud fik han med Gift fra 1966.
Da han stoppede sin filmkarriere, begyndte han et nyt liv indenfor bl.a. værtshusbranchen og jazzmusikken.
Han var en overgang også direktør for Marienlyst Revyen.
Desuden stod han for et par revyer på Ølsted Kro, hvor han satte forestillingen op, instruerede og medvirkede. Han indførte som en af de første konceptet: Mad-Revy-Dans
Søren Strømberg var gift 6 gange.

## Filmografi i udvalg
- Villa Vennely – 1964
- Gift – 1966
- Nu stiger den – 1966
- Tre mand frem for en trold – 1967
- Uden en trævl – 1968
- Sonja - 16 år – 1969
- Midt i en jazztid – 1969
- Den gale dansker – 1969
- Mazurka på sengekanten – 1970
- Tre slags kærlighed – 1970
- Hurra for de blå husarer – 1970
- Tandlæge på sengekanten – 1971
- Motorvej på sengekanten – 1972
- Rektor på sengekanten – 1972
- Olsen-bandens store kup – 1972
- Fætrene på Torndal – 1973
- Romantik på sengekanten – 1973
- Pigen og drømmeslottet – 1974
- Rapportpigen – 1974
- Der må være en sengekant – 1975
- Piger i trøjen – 1975
- Sømænd på sengekanten – 1976
- Piger i trøjen 2 – 1976
- Hopla på sengekanten – 1976
- Agent 69 Jensen i Skorpionens tegn – 1977
- Alt på et bræt – 1977
- Piger til søs – 1977
- Fængslende feriedage – 1978
- Agent 69 Jensen i Skyttens tegn – 1978
- Olsen-banden overgiver sig aldrig – 1979
- Forræderne – 1983